# 559
559 (DLIX) je bilo navadno leto, ki se je po julijanskem koledarju začelo na sredo.

## Rojstva
- Rekared I., kralj Vizigotov († 601)